# Gerardo Enrique Vallejo
Gerardo Vallejo (Medellín, Antioquia, Colombia; 3 de diciembre de 1976) es un exfutbolista colombiano que jugaba  de defensa. Se trata del segundo futbolista que más partidos ha disputado en el Deportes Tolima.

## Selección nacional
Fue internacional con la Selección de fútbol de Colombia entre los años 2001 y 2011, participando entre otros torneos, en la Copa Confederaciones 2003. Primero fue llamado por Francisco Maturana para los últimos partidos de las Eliminatorias para Corea Japón 202, siendo titular en el último partido ante Paraguay en Asunción donde se ganó por 4-0, pero no alcanzó para ir al mundial.Volvió a ser llamado por Francisco Maturana en 2003 para la tercera fecha de eliminatorias a Alemania 2006 donde se perdía frente a Venezuela. Estuvo en la Selección que dirigió Jorge Luis Pinto en la Eliminatorias para Sudáfrica 2010 y con Leonel Álvarez para Brasil 2014. 

### Participaciones enCopas América
| Copa América      | Sede      | Resultado      | PJ | GA | Asis |
| ----------------- | --------- | -------------- | -- | -- | ---- |
| Copa América 2007 | Venezuela | Fase de grupos | 2  | 0  | 0    |

### Participaciones enCopa Confederaciones
| Torneo                    | Sede    | Resultado    | PJ | GA | Asis |
| ------------------------- | ------- | ------------ | -- | -- | ---- |
| Copa Confederaciones 2003 | Francia | Cuarto lugar | 2  | 0  | 0    |

### Participaciones enCopas Oro
| Torneo        | Sede                    | Resultado        | PJ | GA | Asis |
| ------------- | ----------------------- | ---------------- | -- | -- | ---- |
| Copa Oro 2003 | Estados Unidos y México | Cuartos de final | 2  | 0  | 0    |

### Participaciones enEliminatorias al Mundial
| Eliminatorias                               | Sede del Mundial       | Posición               | Resultado   | PJ | GA | Asis |
| ------------------------------------------- | ---------------------- | ---------------------- | ----------- | -- | -- | ---- |
| Eliminatorias Mundial de Corea y Japón 2002 | Corea del Sur y Japón  | 6°lugar 27pts          | Eliminado   | 1  | 0  | 0    |
| Eliminatorias Mundial de Alemania 2006      | Alemania               | 6°lugar 24pts          | Eliminado   | 1  | 0  | 0    |
| Eliminatorias Mundial de Sudáfrica 2010     | Sudáfrica              | 7°lugar 23pts          | Eliminado   | 1  | 0  | 0    |
| Eliminatorias Mundial de Brasil 2014        | Brasil                 | 2°lugar 30pts          | Clasificado | 1  | 0  | 0    |
| Total en Eliminatorias                      | Total en Eliminatorias | Total en Eliminatorias | 1/4         | 4  | 0  | 0    |

## Clubes
| Club             | País     | Año       |
| ---------------- | -------- | --------- |
| Envigado F.C     | Colombia | 1999-2000 |
| Deportivo Cali   | Colombia | 2001-2003 |
| Deportes Tolima  | Colombia | 2004      |
| Deportivo Cali   | Colombia | 2005      |
| Deportes Tolima  | Colombia | 2005-2012 |
| Rionegro Águilas | Colombia | 2013      |

## Estadísticas
| Club                        | Div.                   | Temporada              | Liga  | Liga  | Copa Nacional | Copa Nacional | Copa Internacional | Copa Internacional | Total | Total |
| Club                        | Div.                   | Temporada              | Part. | Goles | Part.         | Goles         | Part.              | Goles              | Part. | Goles |
| --------------------------- | ---------------------- | ---------------------- | ----- | ----- | ------------- | ------------- | ------------------ | ------------------ | ----- | ----- |
| Envigado FC · Colombia      | 1.ª                    | 1999                   | 33    | 1     | —             | —             | —                  | —                  | 33    | 1     |
| Envigado FC · Colombia      | 1.ª                    | 2000                   | 42    | 4     | —             | —             | —                  | —                  | 42    | 4     |
| Total Envigado FC           | Total Envigado FC      | Total Envigado FC      | 75    | 5     | 0             | 0             | 0                  | 0                  | 75    | 5     |
| Deportivo Cali · Colombia   | 1.ª                    | 2001                   | 32    | 2     | —             | —             | 0                  | 0                  | 32    | 2     |
| Deportivo Cali · Colombia   | 1.ª                    | 2002                   | 34    | 1     | —             | —             | —                  | —                  | 34    | 1     |
| Deportivo Cali · Colombia   | 1.ª                    | 2003                   | 20    | 0     | —             | —             | 0                  | 0                  | 20    | 0     |
| Deportivo Cali · Colombia   | 1.ª                    | 2005-l                 | 6     | 0     | —             | —             | —                  | —                  | 6     | 0     |
| Total Deportivo Cali        | Total Deportivo Cali   | Total Deportivo Cali   | 92    | 3     | 0             | 0             | 0                  | 0                  | 92    | 3     |
| Deportes Tolima · Colombia  | 1.ª                    | 2004                   | 40    | 2     | —             | —             | 6                  | 0                  | 46    | 2     |
| Deportes Tolima · Colombia  | 1.ª                    | 2005-ll                | 10    | 0     | —             | —             | —                  | —                  | 10    | 0     |
| Deportes Tolima · Colombia  | 1.ª                    | 2006                   | 42    | 2     | —             | —             | 6                  | 0                  | 48    | 2     |
| Deportes Tolima · Colombia  | 1.ª                    | 2007                   | 34    | 1     | —             | —             | 6                  | 0                  | 40    | 1     |
| Deportes Tolima · Colombia  | 1.ª                    | 2008                   | 36    | 0     | 4             | 0             | —                  | —                  | 40    | 0     |
| Deportes Tolima · Colombia  | 1.ª                    | 2009                   | 43    | 1     | 7             | 0             | —                  | —                  | 50    | 1     |
| Deportes Tolima · Colombia  | 1.ª                    | 2010                   | 27    | 0     | 3             | 0             | 6                  | 0                  | 36    | 0     |
| Deportes Tolima · Colombia  | 1.ª                    | 2011                   | 30    | 1     | 6             | 0             | 6                  | 0                  | 42    | 1     |
| Deportes Tolima · Colombia  | 1.ª                    | 2012                   | 35    | 0     | 1             | 0             | 4                  | 1                  | 40    | 1     |
| Total Deportes Tolima       | Total Deportes Tolima  | Total Deportes Tolima  | 297   | 7     | 21            | 0             | 34                 | 1                  | 352   | 8     |
| Rionegro Águilas · Colombia | 1.ª                    | 2013                   | 14    | 0     | 7             | 0             | 2                  | 0                  | 23    | 0     |
| Total Rionegro Águilas      | Total Rionegro Águilas | Total Rionegro Águilas | 14    | 0     | 7             | 0             | 2                  | 0                  | 23    | 0     |
| Total en su carrera         | Total en su carrera    | Total en su carrera    | 478   | 15    | 28            | 0             | 36                 | 1                  | 542   | 16    |